# Toriko
Toriko (яп. トリコ) — японська манґа, написана та проілюстрована Міцутоші Шімабукуро. Вона публікувалася в журналі Weekly Shōnen Jump видавництва Shueisha з травня 2008 року по листопад 2016 року, а її розділи були зібрані в 43 томи формату танкобон. Історія розповідає про пригоди Торіко, Гурмана-мисливця, який шукає рідкісну та різноманітну їжу, щоб приготувати повноцінну страву. У подорожі його супроводжує боязкий кухар, який прагне вдосконалити свої кулінарні навички.
Для туру Jump Super Anime Tour 2009 студія Ufotable створила короткий фільм, а для туру 2010 року — ще один. Манґу також адаптували в аніме-телесеріал, створений Toei Animation, який транслювався в Японії з квітня 2011 року по березень 2014 року. Крім того, Toei розробила анімаційний короткометражний 3D-фільм 2011 року та повнометражний фільм 2013 року.
До серпня 2023 року тираж манґи Toriko перевищив 30 мільйонів примірників.

## Синопсис

### Сетинг
Планета Торіко поділена на дві частини: Світ Людей та Світ Гурманів.  Світ Людей — це місце, де існує сучасна цивілізація, і він займає лише 30% планети. Решту 70% охоплює Світ Гурманів — небезпечна територія з надзвичайно агресивною флорою, фауною та екстремальними кліматичними умовами, через що більшість людей не може там вижити. В Епоху Гурманів, яка розпочалась п’ять століть тому після завершення Столітньої війни, смак і текстура їжі стали надзвичайно важливими. За порядок у світі відповідає Міжнародна Організація Гурманів (IGO), яка захищає цивільних від небезпечних істот і гурмано-злочинців. Спочатку організація була створена під егідою ООН, але згодом стала незалежною і навіть впливовішою, оскільки об'єднує 360 країн. Вона присвоює більшості інгредієнтів числову оцінку складності їх здобуття — від 1 до 100 — так звані Рівні Захоплення. IGO також має групу з семи осіб із надзвичайно чутливими смаковими рецепторами — Сімка Гурманів або G7, яка відповідає за присвоєння зіркових рейтингів ресторанам і оцінку шеф-кухарів.
Особи, відомі як Гурмани-мисливці, зазвичай володіють надлюдськими здібностями й регулярно наймаються ресторанами або багатіями для пошуку інгредієнтів високого рівня чи рідкісних тварин. Людина також може підвищити свою силу шляхом імплантації Гурмано-Клітин у своє тіло. Гурмани-відновлювачі — це ті, хто присвятив себе збереженню інгредієнтів від вимирання чи виснаження. Вони також мають право арештовувати людей, які займаються незаконною торгівлею, порушують закони про браконьєрство або спричиняють вимирання цілих видів.

### Сюжет
Торіко — це Гурман-мисливець, який шукає найцінніші страви у світі, щоб створити власне ідеальне меню з повноцінними стравами. Він володіє нелюдськими здібностями та використовує свою надзвичайну силу й знання про світ тварин для упіймання небезпечних, хитрих і рідкісних істот, які доповнюють його меню. Його супроводжує слабкий і боязкий кухар Комацу, який, надихнувшись амбіціями Торіко, подорожує разом із ним, щоб удосконалити свої кулінарні навички й знайти рідкісні інгредієнти. Торіко та його друзі часто протистоять Гурмано-корпусу, який прагне захопити контроль над усім харчовим постачанням світу й шукає надзвичайно рідкісний інгредієнт GOD — саме його використав легендарний Гурман-мисливець Акація, щоб завершити війну, що відбулася за п’ятсот років до початку подій серії.

## Медіа

### Манґа
Написана та проілюстрована Міцутоші Шімабукуро, манґа Toriko публікувалась в журналі манґи Weekly Shōnen Jump з 19 травня 2008 року по 21 листопада 2016 року. 396 розділів були зібрані та опубліковані у 43 томах видавництвом Shueisha з 4 листопада 2008 року по 31 грудня 2016 року. Читачі та фанати серії мали можливість надсилати свої ідеї та дизайни монстрів і інгредієнтів, які згодом з’являлися в манзі.
Шімабукуро співпрацював з Еїчіро Одою, автором One Piece, для створення кросоверу з обох манґ під назвою Taste of the Devil Fruit!! (яп. 実食! 悪魔の実!!, Jisshoku! Akuma no Mi!!), який був опублікований у номері Weekly Shōnen Jump за 4 квітня 2011 року. Існує також додаткова серія манґи під назвою Gourmet Academy Toriko (яп. グルメ学園トリコ), написана Тошінорі Такаямою та проілюстрована Акіцугу Мідзумото. Вона випускалася в Saikyō Jump з 3 грудня 2010 року по 2 грудня 2016 року. Розділи були зібрані в 9 томів з 4 квітня 2012 року по 31 грудня 2016 року.

### Аніме-фільми
Короткометражний фільм, режисером якого був Міцуру Обунай, а продюсером якого була компанія Ufotable, був показаний 12 жовтня 2009 року на Jump Super Anime Tour 2009. Його транслювали на англійському вебсайті Weekly Shōnen Jump через місяць. Другий короткометражний фільм під назвою Toriko: Capture the Barbarian Ivy! (яп. トリコ バーバリアンアイビーを捕獲せよ!) було показано під час Jump Super Anime Tour наступного року 23 жовтня 2010 року.
Короткометражний анімаційний 3D-фільм Toriko 3D: Kaimaku! Gourmet Adventure!! (яп. トリコ3D 開幕!グルメアドベンチャー!!, Toriko Surīdī: Kaimaku! Gurume Adobenchā!!), створений студією Toei Animation, вийшов у японських кінотеатрах 19 березня 2011 року як частина спільного показу з фільмом One Piece 3D: Mugiwara Chase.
Повнометражний фільм Toriko the Movie: Secret Recipe of Gourmet God (яп. 劇場版トリコ 美食神の超食宝, Gekijō-ban Toriko Bishoku-shin no Chō Shoku Takara) вийшов у прокат 27 липня 2013 року.

### Аніме
У грудні 2010 року було оголошено, що Toei Animation адаптує Toriko в аніме-телесеріал у 2011 році. Режисером серіалу став Акіфумі Зако, а трансляція в Японії на телеканалі Fuji Television розпочалася 3 квітня 2011 року. Аніме зайняло часовий слот о 9:00 ранку в неділю, який раніше належав Dragon Ball Kai, у межах блоку «Dream 9», перед показом One Piece. Прем’єрним епізодом став кросовер-спецвипуск між Toriko та One Piece, який вважається першим епізодом Toriko і 492-м епізодом One Piece. Ще один кросовер між цими двома серіалами вийшов 10 квітня 2012 року (51-й епізод Toriko і 542-й One Piece). 7 квітня 2013 року на Fuji TV відбулася трансляція спеціального годинного кросоверу з участю Toriko, One Piece та Dragon Ball Z — Dream 9 Toriko & One Piece & Dragon Ball Z Super Collaboration Special!!, який розділений на дві частини й вважається 99-м епізодом Toriko та 590-м епізодом One Piece. Аніме Toriko завершилось на 147-му епізоді 30 березня 2014 року, після чого в ефір повернувся Dragon Ball Kai.

### Інші медіа
Книга під назвою Toriko Gaiden (яп. トリコ外伝) була опублікована 2 жовтня 2009 року, що складається з інтерв’ю з Міцутоші Шімабукуро, ван-шоту Toriko 2007 року та інших непов’язаних авторськими ван-шотами. Посібник Toriko Gourmet Hunting Book (яп. トリコ グルメハンティングブック) був випущений 4 листопада 2011 року та включає оригінальний ван-шот для Toriko з 2002 року та розділ про кросовер з One Piece. Третя супутня книга, вказана як просто 29,5 том Toriko, була випущена 4 червня 2014 року.
Телевізійне шоу Sakiyomi Jum-Bang! у 2009 році створило вомік (поєднання слів voice і comic) за першими кількома розділами Toriko. У цьому форматі озвучка акторів накладається на сторінки манґи, які демонструються на екрані. Роль Торіко озвучив Такаші Кондо, а Комацу — Дайсуке Кішіо.
Namco Bandai створила п'ять відеоігор на основі Toriko. Дві для PlayStation Portable, Toriko: Gourmet Survival! (2011) та Toriko: Gourmet Survival! 2 (2012) та три для Nintendo 3DS, Toriko: Gourmet Monsters! (2012), Toriko: Gourmet Battle! (2013) та Toriko: Ultimate Survival (2013). Торіко та Зебра також є ігровими персонажами у файтингу J-Stars Victory VS, для PlayStation 3 та PlayStation Vita.

## Сприйняття
У 2009 році Toriko була номінована на другу щорічну премію Manga Taishō. Перший та другий томи, обидва випущені 4 листопада 2008 року, посіли 10-е та 11-е місця відповідно в чарті манґи Oricon за перший тиждень, продавши майже 70 000 та 67 000 копій. Це була 10-та найпопулярніша манґа протягом першої половини 2011 року, продавши понад 1,8 мільйона копій. Toriko була одинадцятою найпопулярнішою манґою 2012 року, продавши понад 3 мільйони копій, та тринадцятою найпопулярнішою манґою 2013 року, продавши 2,8 мільйона. У 2011 році Namco Bandai Games підрахувала, що Toriko принесе 25,6 мільйона доларів США у вигляді іграшок за 2012 фінансовий рік. Станом на листопад 2013 року серія мала 18 мільйонів томів в обігу; понад 20 мільйонів томів в обігу станом на червень 2014 року; понад 25 мільйонів станом на листопад 2020 року; та понад 30 мільйонів станом на серпень 2023 року.
Джозеф Ластер з Otaku USA назвав Toriko «справжнім бенкетом для шанувальників чудовиськ», зазначивши, що не може визначити, «чи Шімабукуро вигадує все на ходу, чи ж усе ретельно продумано», і додав, що чарівність серії полягає в тому, «як легко вона застосовує класичні сьонен-тропи до такого неймовірного світу». Водночас він зауважив, що «формула Toriko стає очевидною з самого початку, як і личить справжньому сьонену […] за все більш потужними істотами незабаром слідують ще сильніші». Деб Аокі для About.com також похвалила фантазійність створінь і монстрів у серії, а також поодинокі пізнавальні вставки про справжню науку їжі, проте описала художній стиль як «гротескно кумедний».
Лісса Паттілло з Anime News Network (ANN) назвала Toriko «відвертою екшн-історією, що базується на гастрономічному квесті».  Вона порівняла дизайн Торіко з дизайном персонажів із Dragon Ball та Fist of the North Star і припустила, що це може відлякати деяких читачів. Ребека Сільверман з ANN заявила, що «Шімабукуро явно присвятив багато часу і зусиль для створення світу цієї історії, що підтверджують складні створіння, профілі тварин і виразні ландшафти», а також назвала його художній стиль «дивним поєднанням класичних мужніх персонажів у стилі JoJo's Bizarre Adventure і новішого стилю One Piece з чібі-персонажами». Карло Сантос, також для ANN, похвалив екшн, сказавши: «Що стосується надмірної дії, то важко перебити хвилювання від того, як Торіко б’є по великій кількості гігантських комах, або від того жаху, що викликає лиходій, який буквально носить шкіру іншої людини». Він також назвав художній стиль однією з переваг серії. Оглядаючи аніме, Сантос зазначив: «Фанати будуть знати, чого очікувати від кожної пригоди: голодні силовики, що демонструють свої суперсили, жорстокі вороги, яких вони знищують, і багатий, уявний світ, повний неможливо смачної їжі. Але простота Toriko — це також її недолік: тут немає хитрих поворотів сюжету, персонажі не розвиваються ані особистісно, ані взаємно, навіть найрозумніші лиходії — це просто бездумні мішені, яких можна збивати один за одним. Перервана анімація також шкодить яскравим кольорам і креативним дизайнам серії».